# Giulio Guderzo
Giulio Guderzo (Udine, 14 febbraio 1932) è uno storico italiano.
Alunno del Collegio Ghislieri dal 1950 al 1957, si è laureato nel 1954 in Storia moderna con Luigi Bulferetti, che lo introduceva, assieme a Carlo M. Cipolla, allo studio della storia economica del Piemonte sabaudo. I suoi studi hanno riguardato in modo particolare le vie e i mezzi di comunicazione ferroviari e postali tra Lombardia e Regno di Sardegna, nonché la storia finanziaria del Piemonte durante i governi di Massimo d'Azeglio e Cavour.
È stato il successore di Mario Bendiscioli alla guida dell'Istituto di Storia moderna e contemporanea dell'Università di Pavia, dal 1976 al 2005 è stato professore ordinario di Storia del Risorgimento presso la Facoltà di Lettere dell'ateneo pavese, dove dal 2010 è professore emerito. Pioniere degli studi di storia locale in età contemporanea, in particolare per quanto riguarda la storia del fascismo e della Resistenza nel pavese e in Lombardia, ha fondato la rivista "Annali di Storia pavese" e diretto una collana di studi federalistici per l'editore il Mulino. Nel comitato direttivo delle riviste "Il Risorgimento" e "Storia in Lombardia", è membro dell'"Istituto Lombardo di Scienze, Lettere ed Arti" di Milano.

## Opere principali
- Vie e mezzi di comunicazione in Piemonte dal 1831 al 1861, I servizi di posta, Torino, 1961
- Il Piemonte e le grandi banche internazionali nel 1848-'49, Napoli, 1969.
- Finanza e politica in Piemonte alle soglie del decennio cavouriano, Torino, 1973.
- Una provincia italiana sotto il fascismo: Pavia, in Italia 1945/1975, Milano, 1975, pp. 87-105.
- Cattolici e fascisti a Pavia tra le due guerre, Pavia, 1978.
- Storia contemporanea, storia locale e didattica della storia, in La storia locale. Temi, fonti e problemi di ricerca, a cura di Cinzio Violante, Bologna, 1982, pp. 155-171.
- (a cura di), Lord Lothian: una vita per la pace, Firenze, 1986.
- L'altra guerra. Neofascisti, tedeschi, partigiani, popolo in una provincia padana. Pavia 1943-'45, Bologna, 2002, ISBN 88-15-08810-5. (Premio ANCI-SISSCO 2003[3])
- Compagni di viaggio, Milano, 2007.
- Amore di Pavia, Milano, 2011.
- Cent'anni dopo. Ripensando al Risorgimento, Milano, 2013.
- Fra Italia, Svizzera e Francia. Nella rete dell' Intelligence americana, 1944-1945, Pavia, 2015.
- Ferrovie nel Piemonte preunitario, Milano, 2018